# Bazan
Bazan (em persa: بازان, romanizada como Bāzān; também conhecida como Bauzan) é uma aldeia do distrito rural de Kisom, situada no distrito central de Astaneh-ye Ashrafiyeh, na província de Gilan, no Irã. No censo de 2006, sua população era de 360, em 118 famílias.